# ガストルニス科
ガストルニス科（Gastornithidae）は、先史時代の鳥類の科の1つ。新生代古第三紀暁新世から始新世にかけて、アジアおよびヨーロッパから北アメリカに至るまで様々な種が生息していた。発見されている種はいずれも巨大な飛べない鳥であり、ダチョウ科に類似するが体はより重厚で、クチバシも巨大であった。かつては動物食性動物と考えられていたが、現在は主に植物食性動物であったとされている。
暁新世と始新世の一時期において孤立した島と大陸から形成されていたヨーロッパでガストルニス科は進化し、短期間で他の大陸へ分散していった。植物食性の鳥類が地方の哺乳類の体格を超えたという点で、マダガスカル島のエピオルニスの事例と共通点がある。
ガストルニス科は一握りの種のみから知られている。ガストルニス属はヨーロッパに生息した3種と、かつてディアトリマ属として分類されていた北アメリカのガストルニス・ギガンテウス、ゾンユアヌス属に分類されていたアジアのガストルニス・シーチュアネシスを含む。この他に分類が不確定なガストルニス科の種も存在し、これにはフランスの始新世中期から後期にかけての地層から発見されたディアトリマ・コテイが含まれている。さらに、どの属・種へも分類が困難な断片的な化石も発見されている。ドイツヴァルベックの暁新世の岩石から発見された化石や、若いガストルニス・ギガンテウスの可能性があるアメリカ合衆国ワイオミング州の暁新世初期の岩石から発見された標本 YPM PU 13258 がこれにあたる。